# 于世平
于世平（1957年9月—），河北枣强人，中华人民共和国政治人物、第十二届全国人民代表大会天津地区代表。
毕业于中国政法大学法律系法学专业，加入中国共产党。2013年，被选为全国人大代表。2007年1月，接替被中央紀委“雙規”的李寶金，任天津市人民檢察院代檢察長。1個月後，任天津市人民檢察院檢察長、黨組書記。2018年1月29日当选天津市人大常委会副主任。2021年1月，卸任市人大常委会副主任职务。